# Karolina Ostrożna
Karolina Ostrożna (ur. 1983 w Toruniu) – polska aktorka dziecięca. 

## Filmografia
- Wrony (1994; Wrona, bohaterka)
- Historie miłosne (1997; Magda, córka Stuhra jako księdza)

Za rolę w filmie Wrony otrzymała Poznańskie Koziołki dla najlepszego odtwórcy roli dziecięcej w konkursie międzynarodowym, oraz dla najlepszego aktora w 14 edycji festiwalu.